# Nathália Suellen
Nathália Suellen (sinh ngày 20 tháng 2 năm 1989) là một họa sĩ thuộc trường phái siêu thực và là họa sĩ vẽ tranh minh họa đến từ Rio de Janeiro, Brazil.

## Tổng quan
Các chủ đề trong công việc của cô bao gồm hành trình tự khám phá, buồn rầu, những giấc mơ / ác mộng, sợ hãi không rõ, cái chết, nữ tính và vị trí của chủ nghĩa siêu thực pop và hình ảnh nghệ thuật tối.
Nhân vật chính của cô thường bị bắt trong những cảnh buồn bã sắp xảy ra, như thể họ bị mắc kẹt trong một giấc mơ xấu.
"Cinematic Styled Artist", được chú ý bởi tạp chí British  Advanced Photoshop vào năm 2012, Suellen đã phát triển phong cách và kỹ thuật độc đáo của mình bằng cách tạo ra ảnh ghép từ sự kết hợp giữa ánh sáng thương mại và vẽ kỹ thuật số, có kết thúc điện ảnh với mỗi tác phẩm mới.
Nathalia Suellen đã bắt đầu kinh doanh riêng vào năm 2008, chuyên về mảng nghệ thuật, thiết kế bìa và thao tác hình ảnh.
Mặc dù có những ấn tượng với hình ảnh cá nhân, Nathália hầu hết được mọi người biết đến bởi các tác phẩm thương mại và danh sách khách hàng nổi tiếng bao gồm các nhạc sĩ, nhiếp ảnh gia, nhà văn bán chạy nhất cũng như các công ty lớn như Random House, Penguin Group, Harper Collins, Simon & Schuster, McCann Erickson, Scholastic và cũng như Harry N. Abrams Books.